# 日本ロジテム
日本ロジテム株式会社（にほんロジテム 英: JAPAN LOGISTIC SYSTEMS CORP.）は、日本の貨物自動車運送業者。日清製粉グループ本社の持分法適用会社である。

## 沿革
- 1944年 大崎運送株式会社設立。
- 1989年 現社名に商号変更。